# Kîșciînți, Fastiv
Kîșciînți (în ucraineană Кищинці) este o comună în raionul Fastiv, regiunea Kiev, Ucraina, formată numai din satul de reședință.

## Demografie
Componența lingvistică a comunei Kîșciînți
     Ucraineană (97,92%)
     Rusă (1,49%)
Conform recensământului din 2001, majoritatea populației comunei Kîșciînți era vorbitoare de ucraineană (97,92%), existând în minoritate și vorbitori de rusă (1,49%).